# 前20世纪
| 千纪： | 前3千纪 \| 前2千纪 \| 前1千纪 |
| 世纪： | 前23世纪 \| 前22世纪 \| 前21世纪 \| 前20世纪 \| 前19世纪 \| 前18世纪 \| 前17世纪                                                         |
| 年代： | 前1990年代 \| 前1980年代 \| 前1970年代 \| 前1960年代 \| 前1950年代 \| 前1940年代 \| 前1930年代 \| 前1920年代 \| 前1910年代 \| 前1900年代 |

前2000年至前1901年的这一段期间被称为前20世纪。

## 重要事件、发展与成就
- 科学技术

前2000年的世界

  - 古埃及人已然可以计算简单平面图形与立体的面积和体积。
  - 中國北方進入青銅器時代。
  - 發明玻璃。
  - 中美洲馴化可可

- 战争与政治
  - 小亞細亞出現印歐語系之赫梯人，與原居此地之哈梯人混合。
  - 米諾斯人在克里特島建立克諾薩斯王國和其他城邦。
  - 底比斯贵族阿美涅姆黑特一世（—前1962年），建立第十二王朝（—前1786年）。定都伊赛塔维（孟菲斯附近）。第十二王朝共有8个法老，统治历时200余年，被称为中王国鼎盛时期。
  - 閃米特族的迦南人定居在巴勒斯坦的沿海平原。

- 公元前20世纪的天灾人祸
  -     - 黃河發生水患，大禹治水之後夏朝建立。
    - 長江流域的良渚文化在考故紀錄中結束。

- 文化娱乐

- 經濟與社會
  - 腓尼基人開始在黎巴嫩建立腓尼基城邦，興起烏加里特王國。腓尼基人創制22個字母，為世界上最早之字母文字。
  - 拉皮塔人（Lapita）開始從台灣渡海南遷，從越東南亞到達太平洋西南部島嶼。[1][2]